# Boldó
A boldó vagy boldófa (Peumus boldus) a babérvirágúak (Laurales) rendjébe, a Monimiaceae családba tartozó Peumus nemzetség egyetlen faja.
Chile középső területein őshonos, alacsony, fatermetű cserje, amelyet Olaszországban és Észak-Afrikában, például Marokkóban is termesztenek, ahol már teljesen meghonosodott. 4-5 méter magasra is megnőhet, szürkészöld, érdes, szívós, de törékeny levelei jellegzetes illatot árasztanak. Sárgásfehér virágai a hajtások végén bogernyőbe csoportosulnak. Apró, csonthéjas ehető termése fekete.

## Felhasználása
A boldófa levelét, a boldinnak az epekiválasztásra gyakorolt hatása miatt, nagymértékben hasznosítják a máj- és epeeredetű emésztési zavarok tüneti kezelésében. Általában más, hasonlóan jótékony hatású növényekkel – az articsókával, az orvosi füstikével és a rozmaringgal – együtt használják erre a célra. A boldófalevél folyékony kivonatát epekövek ellen javasolják. Nagyobb adagokban nyugtató hatású. Ma már azonban úgy vélik, hogy korábban tévesen használták  más, hashajtó hatású növényekkel – például a szennával és a kutyabengével – együtt a székrekedés kezelésére.

### Gyógyhatása
Állatkísérletekkel is bebizonyították a boldófalevél-kivonat epekiválasztást elősegítő hatását. Újabb kutatások kimutatták a levél vizes-alkoholos kivonatának májvédő tulajdonságát is. Patkányoknál a boldin lazítja a simaizmokat, emberen azonban ezzel kapcsolatban még nem végeztek vizsgálatokat.
A boldinnak jelenleg semmilyen mérgező és káros hatása nem ismert.